# 可可以力更镇
可可以力更镇（來自蒙古語：Köke ergi），是中华人民共和国内蒙古自治区呼和浩特市武川县下辖的一个乡镇级行政单位。

## 行政区划
可可以力更镇下辖以下地区：
东官井社区、西官井社区、新东街社区、新西街社区、兴盛社区、福如东村、大水圪洞村、巨字号村、天力木兔村、三圣太村、大兴昌村、乌兰忽洞村和定相营村。